# Mughiphantes logunovi
Mughiphantes logunovi är en spindelart som beskrevs av Andrei V. Tanasevitch 2000. Mughiphantes logunovi ingår i släktet Mughiphantes och familjen täckvävarspindlar. Inga underarter finns listade i Catalogue of Life.